# Xã Harris, Quận Ottawa, Ohio
Xã Harris (tiếng Anh: Harris Township) là một xã thuộc quận Ottawa, tiểu bang Ohio, Hoa Kỳ. Năm 2010, dân số của xã này là 3.018 người.